# Kerri Williams (canottiera)
Kerri Williams, nata Gowler (Raetihi, 18 dicembre 1993), è una canottiera neozelandese.
Ha partecipato ai Giochi olimpici di Tokyo 2020 vincendo la medaglia d'oro nel 2 senza e la medaglia d'argento nell'otto. Inoltre, ha ottenuto numerosi successi ai Campionati del mondo di canottaggio, accumulando cinque medaglie d'oro e tre d'argento in diverse discipline.
É sorella di Jackie Gowler, anche lei canottiera medaglia olimpica.

## Palmarès
- Giochi olimpici

Tokyo 2020: oro nel 2 senza, argento nell'8.
- Mondiali

Amsterdam 2014: oro nel 4 senza.
Aiguebelette 2015: argento nel 2 senza e nell'8.
Sarasota 2017: oro nel 2 senza.
Plovdiv 2018: argento nel 2 senza.
Ottensheim 2019: oro nel 2 senza e nell'8.
Račice 2022: oro nel 2 senza.